# Кендейл (Флорида)
Кендейл (англ. Kendale Lakes) — переписна місцевість (CDP) в США, в окрузі Маямі-Дейд штату Флорида. Населення — 55 646 осіб (2020).

## Географія
Кендейл розташований за координатами 25°42′27″ пн. ш. 80°24′33″ зх. д. / 25.70750° пн. ш. 80.40917° зх. д. (25.707560, -80.409257).  За даними Бюро перепису населення США в 2010 році переписна місцевість мала площу 22,36 км², з яких 20,97 км² — суходіл та 1,39 км² — водойми.

## Демографія
Згідно з переписом 2010 року, у переписній місцевості мешкало 56 148 осіб у 18 279 домогосподарствах у складі 14 762 родин. Густота населення становила 2511 осіб/км².  Було 19185 помешкань (858/км²).
Расовий склад населення:
| - 92,1 % — білих - 2,2 % — чорних або афроамериканців - 1,4 % — азіатів - 0,1 % — корінних американців - 2,4 % — осіб інших рас |

До двох чи більше рас належало 1,8 %. Частка іспаномовних становила 86,5 % від усіх жителів.
За віковим діапазоном населення розподілялося таким чином: 20,2 % — особи молодші 18 років, 64,7 % — особи у віці 18—64 років, 15,1 % — особи у віці 65 років та старші. Медіана віку мешканця становила 40,7 року. На 100 осіб жіночої статі у переписній місцевості припадало 87,4 чоловіків;  на 100 жінок у віці від 18 років та старших — 83,9 чоловіків також старших 18 років.
Середній дохід на одне домашнє господарство  становив 60 943 долари США (медіана — 48 818), а середній дохід на одну сім'ю — 65 860 доларів (медіана — 52 332). Медіана доходів становила 33 135 доларів для чоловіків та 32 213 долари для жінок. За межею бідності перебувало 13,8 % осіб, у тому числі 19,1 % дітей у віці до 18 років та 14,8 % осіб у віці 65 років та старших.
Цивільне працевлаштоване населення становило 29 402 особи. Основні галузі зайнятості: освіта, охорона здоров'я та соціальна допомога — 22,0 %, роздрібна торгівля — 13,0 %, науковці, спеціалісти, менеджери — 11,0 %.